# Rosedale (Califórnia)
Rosedale é uma Região censo-designada localizada no estado americano da Califórnia, no Condado de Kern.

## Demografia
Segundo o censo americano de 2000, a sua população era de 8445 habitantes.

## Geografia
De acordo com o United States Census Bureau tem uma área de 98,1 km², dos quais 98,1 km² cobertos por terra e 0,0 km² cobertos por água. Rosedale localiza-se a aproximadamente 107 m acima do nível do mar.

## Localidades na vizinhança
O diagrama seguinte representa as localidades num raio de 32 km ao redor de Rosedale.